# Prosenik, Burgas
Prosenik (în bulgară Просеник) este un sat în comuna Ruen, regiunea Burgas,  Bulgaria. 

## Demografie
Componența etnică a satului Prosenik
     Turci (59,49%)
     Bulgari (35,91%)
     Romi (3,9%)
     Nicio identificare (0,47%)
     Altele (0,2%)
La recensământul din 2011, populația satului Prosenik era de 1.459 locuitori. Din punct de vedere etnic, majoritatea locuitorilor (59,49%) erau turci, existând și minorități de bulgari (35,91%) și romi (3,9%). Pentru 0,47% din locuitori nu este cunoscută apartenența etnică.